# Fyrtårne i Nederlandene
Dette er en oversigt over fyrtårne i Nederlandene. 
| Navn                                           | Billede                        | Beliggenhed     | Provins       | Højde                  | Fyrkarakter                      | Byggeår          | Arkitekt         |
| ---------------------------------------------- | ------------------------------ | --------------- | ------------- | ---------------------- | -------------------------------- | ---------------- | ---------------- |
| Urk (fyr)                                      | Vuurtoren Urk                  | Urk             | Flevoland     | 18,5 m (27 m over NAP) | Fl W 5s (18 sømil (33 km))       | 1844–1845        | Valk, J.         |
| Bornrif                                        | Bornrif                        | Ameland         | Friesland     | 55,3 m (58 m over NAP) | Fl(3) W 15s (30 sømil (56 km))   | 1880–1881        | Harder, Quirinus |
| North Tower                                    | Noordertoren                   | Schiermonnikoog | Friesland     | 37 m (44 m over NAP)   | Fl(4) W 20s (28 sømil (52 km))   | 1853–1854        | Jansen, H.G.     |
| Stavoren (fyr)                                 | Vuurtoren van Stavoren         | Stavoren        | Friesland     | 15,7 m (15 m over NAP) | Iso W 4s (12 sømil (22 km))      | 1884             | Harder, Quirinus |
| Brandaris                                      | Brandaris                      | Terschelling    | Friesland     | 52,5 m (55 m over NAP) | Fl W 5s (29 sømil (54 km))       | 1593–1594        |                  |
| Vuurduin                                       | Vuurduin                       | Vlieland        | Friesland     | 16,8 m (54 m over NAP) | Iso W 4s (20 sømil (37 km))      | 1909             | Harder, Quirinus |
| Lange Jaap                                     | Lange Jaap                     | Den Helder      | Noord Holland | 55,5 m (57 m over NAP) | Fl(4) W 20s (30 sømil (56 km))   | 1877–1878        | Harder, Quirinus |
| Den Oever (fyr)                                | Vuurtoren van Den Oever        | Den Oever       | Noord Holland | 15 m over NAP          | Iso WRG 5s (10 sømil (19 km))    | 1884             | Harder, Quirinus |
| J.C.J. van Speijk fyrtårnet                    | Vuurtoren J.C.J. van Speijk    | Egmond aan Zee  | Noord Holland | 28 m (37 m over NAP)   | Iso WR 10s (18 sømil (33 km))    | 1833–1834        | Valk, J.         |
| Hoge vuurtoren van IJmuiden                    | Hoge vuurtoren van IJmuiden    | IJmuiden        | Noord Holland | 41,8 m (53 m over NAP) | Fl W 5s (29 sømil (54 km))       | 1878             | Harder, Quirinus |
| Lage vuurtoren van IJmuiden                    | Lage vuurtoren van IJmuiden    | IJmuiden        | Noord Holland | 24 m (31 m over NAP)   | F WR (16 sømil (30 km))          | 1878             | Harder, Quirinus |
| Groote Kaap                                    | vuurtoren in Julianadorp       | Julianadorp     | Noord Holland | 16,8 m (31 m over NAP) | Oc WRG 10s (11 sømil (20 km))    | 1966             |                  |
| Paard van Marken                               | Paard van Marken               | Marken          | Noord Holland | 15,5 m (16 m over NAP) | Oc W 8s (9 sømil (17 km))        | 1839             | Valk, J.         |
| De Ven                                         | De Ven                         | Oosterdijk      | Noord Holland | 15 m (17 m over NAP)   | LFlW10s (11 sømil (20 km))       | 1700             |                  |
| Eierland (fyr)                                 | Vuurtoren Eierland             | Texel           | Noord Holland | 34,7 m (53 m over NAP) | Fl(2) W 10s (29 sømil (54 km))   | 1863–1864        | Harder, Quirinus |
| Nieuwe Sluis                                   | Vuurtoren van Breskens         | Breskens        | Zeeland       | 22,4 m (28 m over NAP) | Oc WRG 10s (14 sømil (26 km))    | 1867             | Harder, Quirinus |
| Westerlichttoren (Westenschouwen)              | Westerlichttoren               | Haamstede       | Zeeland       | 50 m (58 m over NAP)   | Fl(2+1) W 15s (30 sømil (56 km)) | 1837–1840        | Valk, L.         |
| Tall lighthouse of Westkapelle                 | Hoge vuurtoren van Westkapelle | Westkapelle     | Zeeland       | 52,3 m (49 m over NAP) | Fl W 3s (28 sømil (52 km))       | 1818; 1458–1470  |                  |
| Short lighthouse of Westkapelle (Noorderhoofd) | Lage vuurtoren van Westkapelle | Westkapelle     | Zeeland       | 16,1 m (20 m over NAP) | Oc WRG 10s (13 sømil (24 km))    | 1875             | Harder, Quirinus |
| Hellevoetsluis (fyr)                           | Vuurtoren van Hellevoetsluis   | Hellevoetsluis  | Zuid-Holland  | 18,1 m (17 m over NAP) | Iso WRG 10s (11 sømil (20 km))   | 1822             | Valk, J.         |
| Westhoofd (fyr)                                | Vuurtoren Westhoofd            | Ouddorp         | Zuid-Holland  | 52 m (56 m over NAP)   | Fl(3) W 15s (30 sømil (56 km))   | 1947–1948        | Friedhoff, G.    |
| Noordwijk (fyr)                                | Vuurtoren van Noordwijk        | Noordwijk       | Zuid-Holland  | 25,5 m (33 m over NAP) | Oc(3) W 20s (18 sømil (33 km))   | 1921–1922        | Jelsma, C.       |
| Hoge vuurtoren Europoort                       | Hoge vuurtoren Nieuwe Waterweg | Rotterdam       | Zuid-Holland  | 44 m over NAP          | Oc G 6s (16 sømil (30 km))       |                  |                  |
| Lage vuurtoren Europoort                       | Vuurtoren Europoort Laag       | Rotterdam       | Zuid-Holland  | 30 m over NAP          | Oc G 6s (16 sømil (30 km))       |                  |                  |
| Hoge vuurtoren Maasmond                        | Maasmond Hoge Vuurtoren        | Rotterdam       | Zuid-Holland  | 47 m over NAP          | Iso W 4s (21 sømil (39 km))      | 1971             |                  |
| Lage vuurtoren Maasmond                        | Maasmond Lage Vuurtoren        | Rotterdam       | Zuid-Holland  | 30 m over NAP          | Iso W 4s (21 sømil (39 km))      | 1971             |                  |
| Fyr ved Maasvlakte                             | Vuurtoren Maasvlakte           | Rotterdam       | Zuid-Holland  | 62 m (67 m over NAP)   | Fl(5) W 20s (28 sømil (52 km))   | 1974             | Colenbrander, W. |
| Hoge vuurtoren Nieuwe Waterweg                 | Nieuwe Waterweg Hoge Vuurtoren | Rotterdam       | Zuid-Holland  | 44 m over NAP          | Iso R 6s (18 sømil (33 km))      |                  |                  |
| Lage vuurtoren Nieuwe Waterweg                 | Nieuwe Waterweg Lage Vuurtoren | Rotterdam       | Zuid-Holland  | 30 m over NAP          | Iso R 6s (18 sømil (33 km))      |                  |                  |
| Scheveningen (fyr)                             | Vuurtoren van Scheveningen     | Scheveningen    | Zuid-Holland  | 30 m (49 m over NAP)   | Fl(2) W 10s (29 sømil (54 km))   | 1875             | Harder, Quirinus |
| Vuurtoreneiland                                | Vuurtoreneiland                | Durgerdam       | Noord Holland | 19,5 m (18 m over NAP) | Oc WR 5s (14 sømil (26 km))      | 1893–2003, 2005- | Loo, A.C. van    |